# Confrontational homicide
Confrontational homicide is de Engelse term die, los van een strafrechtelijke kwalificatie, gebezigd wordt in de criminologie voor een gewelddadige confrontatie met dodelijke afloop voor een of meerdere betrokkenen, die dit zelf noch gewild noch voorzien hadden.
De term vond ingang in de jaren 90 van de twintigste eeuw, nadat de Australische criminoloog Kenneth Polk dit fenomeen beschreef in een artikel (met collega-criminoloog David Ranson) in 1991 naar aanleiding van een onderzoek in de jaren 80 in de Australische staat Victoria en daarna in volgende publicaties, onder meer zijn boek When men kill (1994, Cambridge University Press, ISBN  9780521462679).
Doorgaans betreft het een noodlottig aflopende geweldpleging tussen voornamelijk jonge mannen die zich door elkaar in hun status of eer aangetast voelen. Dat een vrouw slachtoffer of dader is, is een zeldzaamheid.
Het dodelijke geweld vloeit voort uit een eerste verbale botsing, een al dan niet vermeende belediging of uitdaging, die escaleert in een fysieke confrontatie en uiteindelijk wordt een van de betrokken partijen slachtoffer van dat door hen niet bedoeld en niet voorzien dodelijk geweld.
Dergelijke gebeurtenissen werden waargenomen op openbare plaatsen zoals pubs, disco's, straten, treinstations, parken of reservaten, of misschien op feestjes of barbecues.
Meestal waren daders en slachtoffers afkomstig uit kringen waar een grof en stereotiepe beeld van mannelijkheid een belangrijke rol speelt, in de arbeidersklasse of onderklasse, vaak in hun vrije tijd en ook onder invloed van alcohol. Ook kan de aanwezigheid van publiek een rol spelen, een of meerdere personen tegenover wie de betrokkenen geen gezichtsverlies willen lijden.